# Раджвана, Рафик Малик Мухаммад
Рафик Малик Мухаммад Раджвана (англ. Malik Muhammad Rafique Rajwana, урду ملك محمد رفيق رجوانہ‎) — пакистанский государственный деятель, занимает должность губернатора Пенджаба со 10 мая 2015 года.

## Биография
Рафик Раджвана родился 20 февраля 1947 года в Мултане. Окончил юридический колледж в Мултане, затем открыл юридическую фирму Rajwana & Rajwana. В 1987 году стал судьей, рассматривал гражданские и арбитражные дела. С 1997 по 2012 год был депутатом в сенате Пакистана. С 10 мая 2015 года является губернатором провинции Пенджаб, сменил на этом посту Мохаммада Сарвара.